# Separador de aceite API
Un separador de aceite API es un dispositivo diseñado para separar grandes cantidades de aceite suspendido y sólidos suspendidos provenientes de aguas residuales efluentes de refinerías de petróleo, plantas petroquímicas, plantas químicas, plantas de procesamiento del gas natural y otras industrias derivadas de las anteriores. El nombre deriva del hecho de que estos separadores fueron diseñados según los estándares publicados por la American Petroleum Institute (API).
Componentes de un Separador API
- Difusores Jet

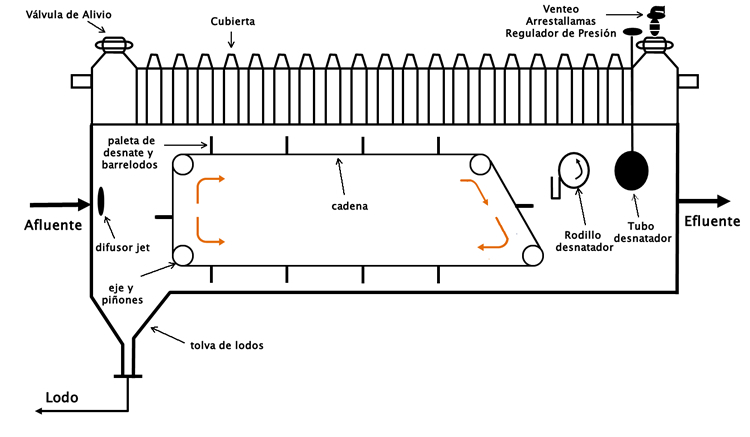
Se muestran los componentes de un separador agua y aceite API.

- Paletas (doble – función) Desnatadoras y Barrelodos
- Cadenas
- Piñones de mando y libres
- Ejes
- Unidades motoreductoras
- Tubo desnatador
- Rodillo desnatador
- Cubiertas
- Válvulas de alivio, disco de ruptura.
- Venteo y arrestallamas